# Hraniční potok (přítok Sebnice)
Hraniční potok, též Tanečnice, v Německu Wolfsbach (Vlčí potok) či Waldflüßchen (Lesní potůček), je vodní tok pramenící na svahu Tanečnice v Mikulášovicích. V Německu na kraji Sebnitzského lesa ústí do Sebnice.

## Průběh toku
Hraniční potok pramení na svahu Tanečnice (599 m) severovýchodně od vrcholu v nadmořské výšce přibližně 550 metrů. Teče severním směrem a po přibližně 500 metrech poblíž státní hranice s Německem do něj ústí téměř souběžně tekoucí bezejmenný levostranný přítok. V úseku 600 až 1000 metrů od pramene teče velmi blízko státní hranice, v následujících 300 metrech teče po státní hranici. V tomto úseku protéká málo svažitým terénem, ve kterém vytváří četné meandry, a zprava přijímá dva bezejmenné přítoky. Ve vzdálenosti 1,3 km od pramene opouští státní hranici a vtéká do Německa na území Sebnitzského lesa. Protéká údolím mezi Tanečnicí a Wolfsteinem (393 m), kde se do něj vlévá několik krátkých bezejmenných přítoků. Krátce protéká okrajem přírodní rezervace Heilige Hallen a po 3,4 kilometrech zleva ústí do Sebnice (Vilémovského potoka).

## Geologické podloží
V celé délce svého toku protéká potok oblastí tvořenou lužickým granodioritem, který je na několika místech narušen různě širokými žílami doleritu (diabasu).

## Ekologie
Podél velké části toku se rozkládá údolní jasanovo-olšový luh s převahou olše lepkavé (Alnus glutinosa).